# 中廬県 (襄陽区)
中廬県（ちゅうろ-けん）は中華人民共和国湖北省にかつて設置された県。中盧県とも作る。現在の襄陽市襄城区西部に相当する。
前漢により設置された。南北朝時代、南朝梁により廃止され、襄陽県に統合された。